# Prosopocera aristocratica
Prosopocera aristocratica är en skalbaggsart som först beskrevs av Thomson 1858.  Prosopocera aristocratica ingår i släktet Prosopocera och familjen långhorningar.
Artens utbredningsområde är:
- Benin.
- Gabon.
- Nigeria.

Inga underarter finns listade i Catalogue of Life.